# Lakehead (Californie)
Pour les articles homonymes, voir Lakehead.
Lakehead est une census-designated place du comté de Shasta, dans l'État de Californie, aux États-Unis,. En 2020, elle compte une population de 469 habitants.